# Porosidade
Porosidade, em pedologia (geologia e hidrogeologia) e engenharia, é a fração relativa do volume da rocha, ou de qualquer outra substância sólida, ocupada por poros e que está ligada à capacidade deste material em reunir fluidos. A porosidade pode ser primária ou original, quando se desenvolve no processo de deposição, ou secundária ou induzida, quando se desenvolve pro processos geológicos químicos ou mecânicos posteriores á deposição. A porosidade tem influência sobre a permeabilidade.

## Porosidade na mecânica dos solos
Na mecânica dos solos a porosidade do solo (η) é expressa em percentagem, e é definida como o volume dos poros, isto é, o volume dos vazios (Vv), dividido pelo volume total (Vt) de uma amostra de solo, ou seja:
{\displaystyle \eta ={\frac {V_{v}}{V_{t}}}\cdot 100}
O volume total (Vt) é composto pelo volume dos poros Vv e pelo volume das partículas sólidas Vs.
{\displaystyle \eta ={\frac {V_{\mathit {v}}}{V_{\mathit {v}}+V_{s}}}\cdot 100}

## Microporosidade e macroporosidade
A porosidade dos solos é um fator crítico para a compreensão da retenção e drenagem de água, influenciando diretamente a disponibilidade de água para as plantas e o comportamento hidrológico do solo. A porosidade do solo pode ser dividida em microporosidade e macroporosidade, cada uma desempenhando papéis distintos na dinâmica hídrica do solo.

### Microporosidade e retenção de água
Os microporos são poros pequenos, geralmente menores que 0,08 mm de diâmetro. Eles são essenciais para a retenção de água no solo, pois a capilaridade permite que a água seja armazenada nesses espaços e disponibilizada lentamente para as plantas. Em solos argilosos, por exemplo, a alta microporosidade é responsável pela elevada capacidade de retenção de água. No entanto, essa característica pode também resultar em menor aeração do solo, o que pode limitar o crescimento das raízes e afetar negativamente a saúde das plantas.

### Macroporosidade e drenagem
Os macroporos, por sua vez, são poros maiores, com diâmetros superiores a 0,08 mm. Eles facilitam a drenagem rápida da água, prevenindo o encharcamento do solo e promovendo uma boa aeração, essencial para o crescimento das raízes e a atividade microbiológica do solo. Solos arenosos, por exemplo, possuem uma alta macroporosidade, permitindo uma rápida infiltração e percolação da água, mas possuem baixa capacidade de retenção de água, o que pode levar à seca durante períodos de baixa precipitação.

### Interação entre microporosidade e macroporosidade
A interação entre microporosidade e macroporosidade é fundamental para o equilíbrio hídrico do solo. A presença de macroporos permite a infiltração inicial da água durante eventos de precipitação, enquanto os microporos retêm essa água, disponibilizando-a gradualmente para as plantas. Um solo ideal apresenta um equilíbrio entre microporos e macroporos, garantindo tanto a retenção de água quanto uma adequada drenagem e aeração.